# Затишье (Рязанская область)
Затишье — село в Рязанском районе Рязанской области России, входит в состав Турлатовского сельского поселения.

## География
Село расположено в 12 км на юго-запад от центра поселения деревни Турлатово и в 14 км на юг от Рязани.

## История
Деревня Затишье впервые упоминается в 1505 году как вотчина Духова монастыря. По окладным книгам 1676 года Затишье значится уже селом с находившейся там Никольской церковью, в приходе состоявшем из села и деревни Ялтуново числилось 55 дворов, в том числе монастырский. В 1737 году стараниями архимандрита Алимпия был построен новый храм в честь Вознесения Господня. В 1865 году на его месте вновь возведен Вознесенский храм с пределом Златоустовским стараниями священника Иоанна Иоанновича Поспелова. В годы Советской Власти церковь была утеряна.
В XIX — начале XX века село являлось центром Затишьевской волости Рязанского уезда Рязанской губернии. В 1905 году в селе было 133 двора.
С 1929 года село являлось центром Затишьевского сельсовета Рязанского района Рязанского округа Московской области, с 1937 года — в составе Рязанской области, с 2005 года — в составе Турлатовского сельского поселения.

## Население
| 1859 | 1897 | 1906  | 1926  | 2010 |
| ---- | ---- | ----- | ----- | ---- |
| 570  | ↗803 | ↗1202 | ↘1082 | ↘133 |

## Достопримечательности
В селе имеется Церковь Вознесения Господня, построенная в 2017 году  и магазин на улице Центральной.